# Mercedes-Benz 500K
Mercedes-Benz 500K (Mercedes-Benz W 29) — німецька компанія створила для заміни машин класу SS/SSK (Mercedes-Benz SSK). Презентація автомашини відбулась на 24 Міжнародному автосалоні у Берліні у лютому 1934 року.

## Історія
Для виробництва моделі W 29 використовували три варіанти шасі — два нормальні «А», «В» з колісною базою 3290 мм і коротке «С» 2980 мм, на якому встановлювали 2-місні кузови. У варіанті «В» нормального шасі мотор з трансмісією зміщено на 185 мм назад, роблячи компонування силових елементів більш близьким до короткого шасі, на якому виготовляли модифікації спортивного родстера і спортивного купе. На шасі «В» встановлювали кузови Спеціальний родстер і автобан-крузер (туристичне).
На автомашинах стояли 8-циліндрові рядні мотори об'ємом 5018 см³ і потужністю 100 к.с. (74 кВт). При максимальному натиску на педаль газу спрацьовувала помпа Roots (компресор), що збільшувало потужність мотору до 160 к.с. (118 кВт) і дозволяло розвинути швидкість 160 км/год при витраті палива 30 л на 100 км.
Усі моделі отримали гідравлічні гальма на усі колеса, систему електробладнання у 12-в з електроприводами очисників вікон, дверних замків, вказівниками повороту, безпечне скло. Шасі, моторна частина, трансмісія були використані в моделі Mercedes-Benz 540K.
Замість 4-ступінчастої синхронізованої коробки передач на замовлення встановлювали 5-ступінчасту. Колеса отримали незалежну підвіску з системою важелів і пружних елементів. Вартість автомашин сягала 15.000 (сьогоднішній еквівалент 100.000 євро).

## 

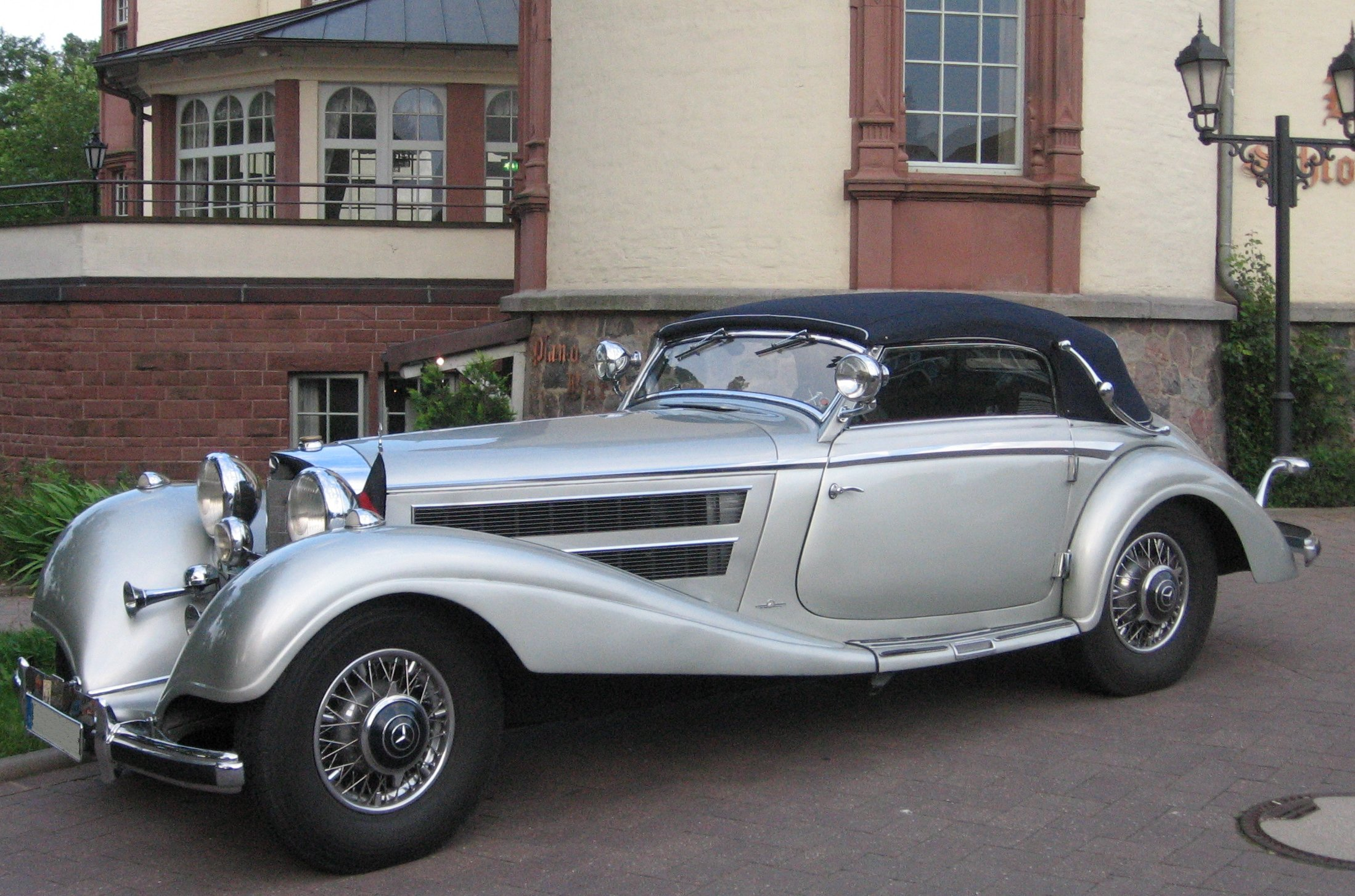
Mercedes-Benz 500 K. Cabriolet A. 1934
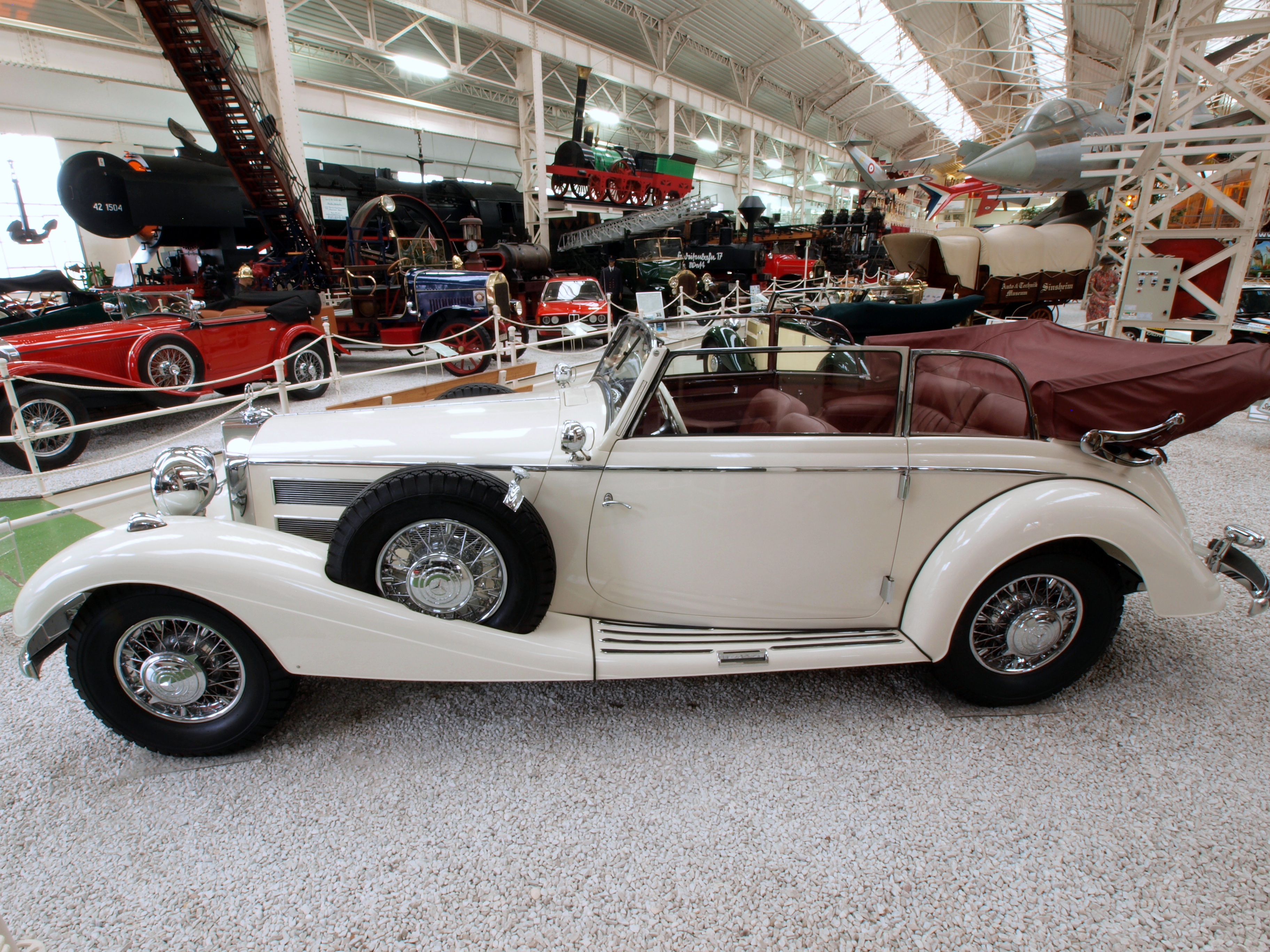
Mercedes-Benz 500K. Cabriolet B. 1935
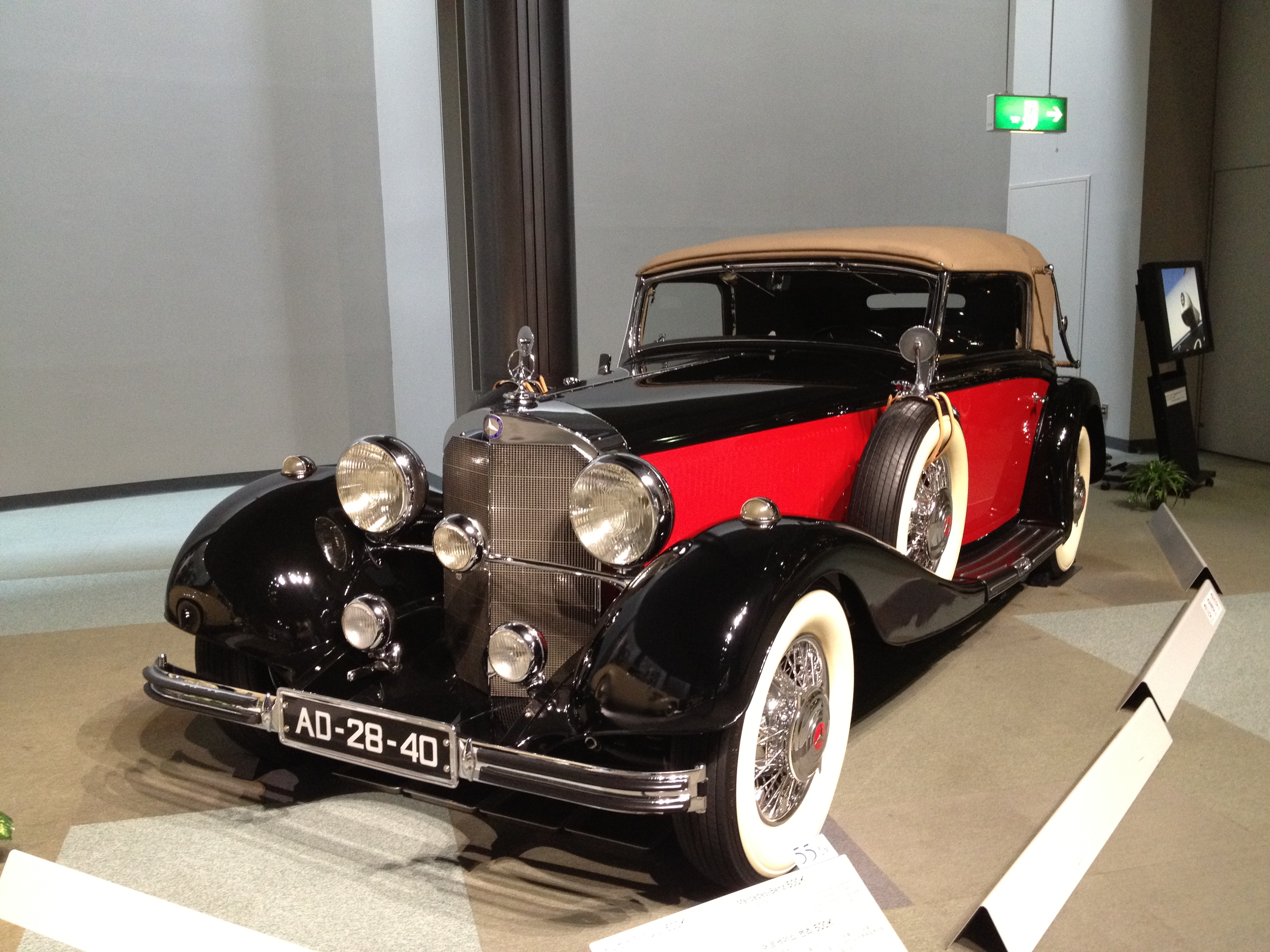
Mercedes-Benz 500K. Cabriolet C. 1935
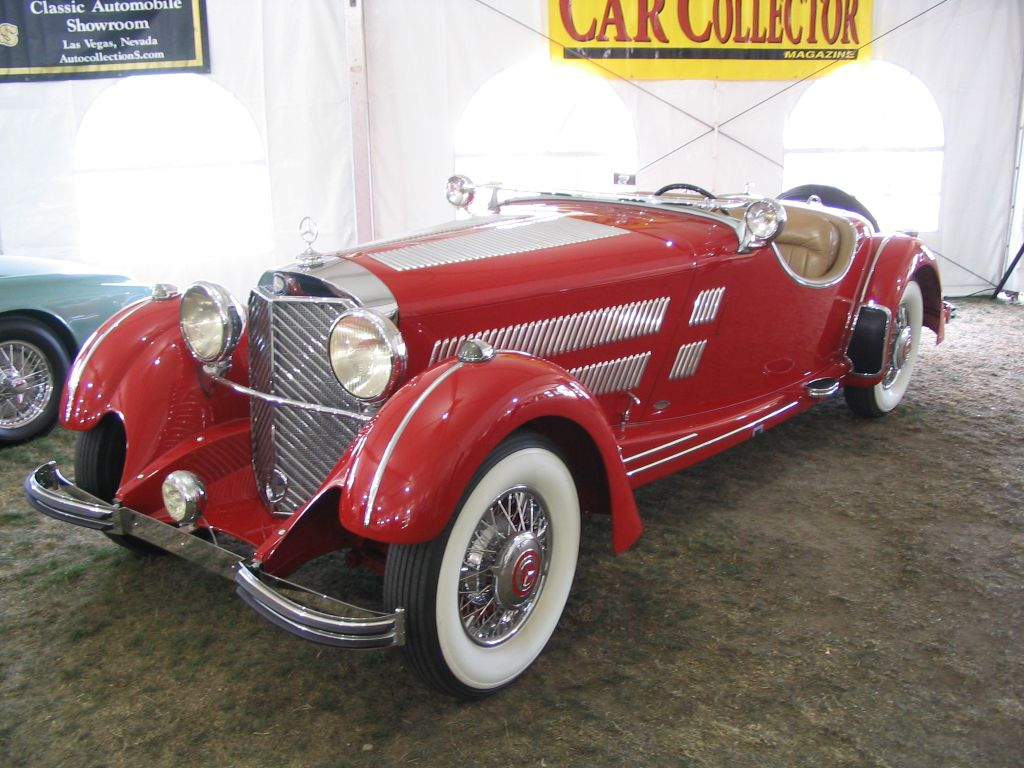
Mercedes-Benz 500K. Roadster. 1934
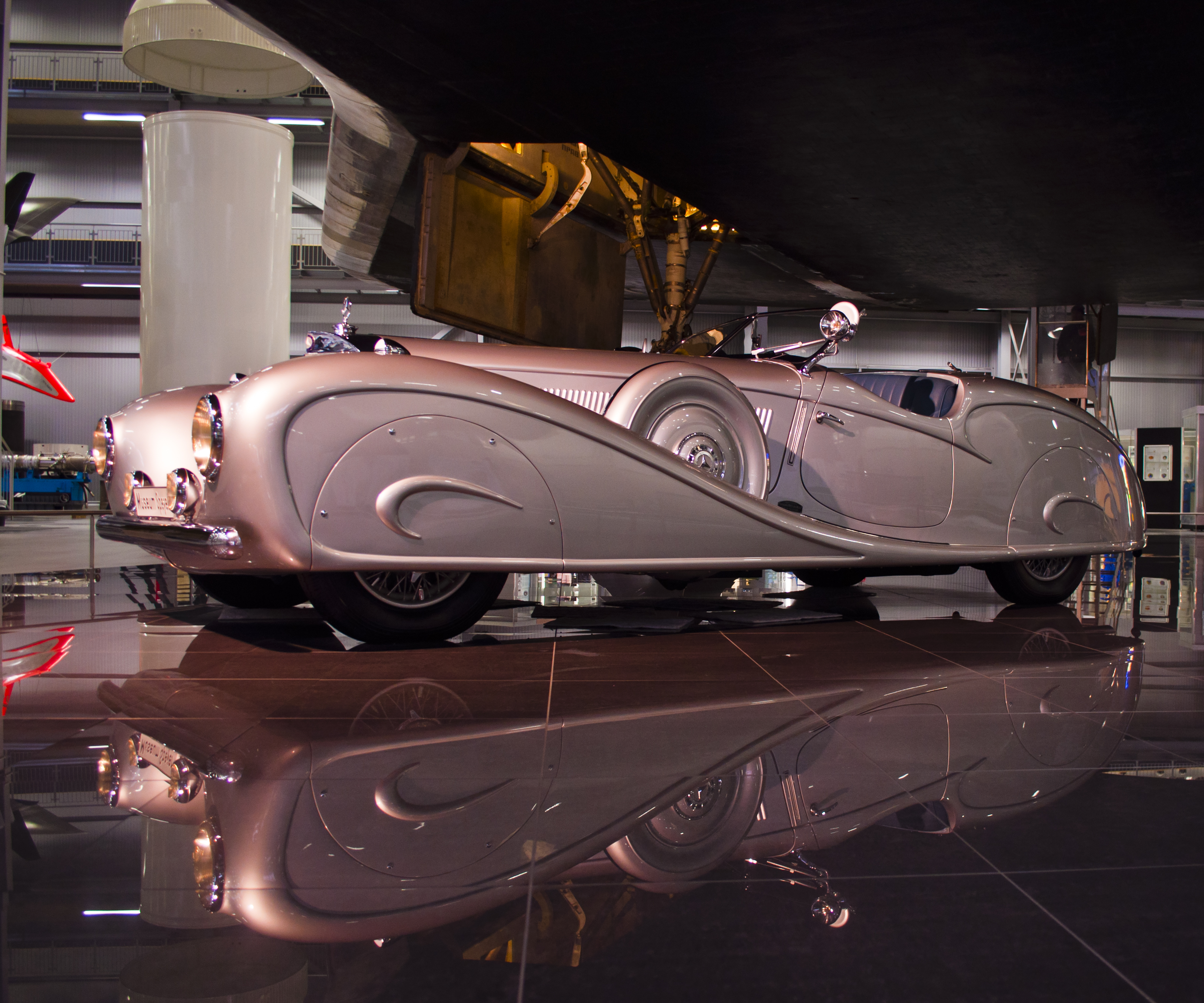
Mercedes-Benz 500K шаха Іраку. Кузов Ердманна-Россі. 1935
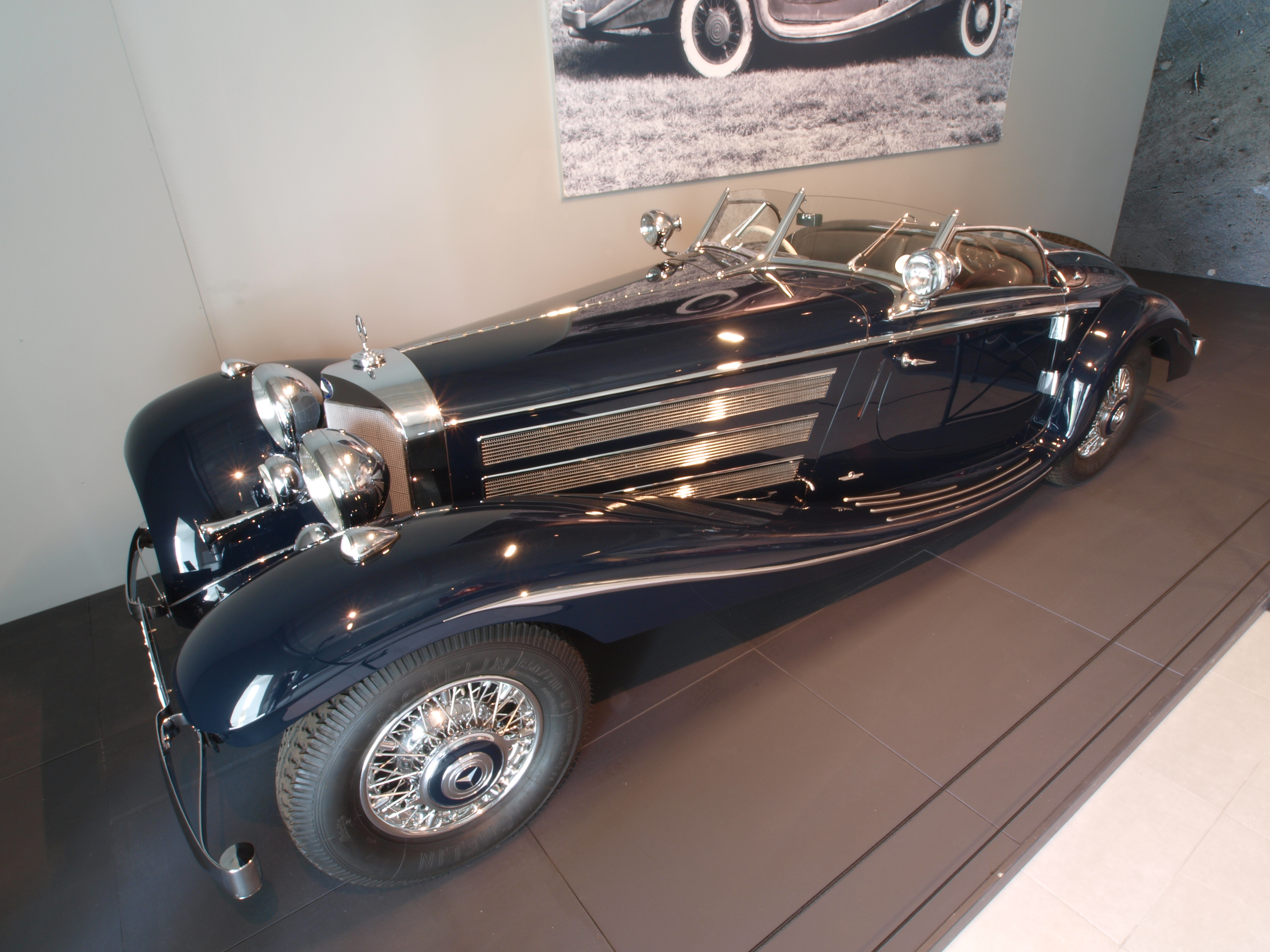
Mercedes-Benz 500K Special Roadster. 1936

## Лінійка кузовів

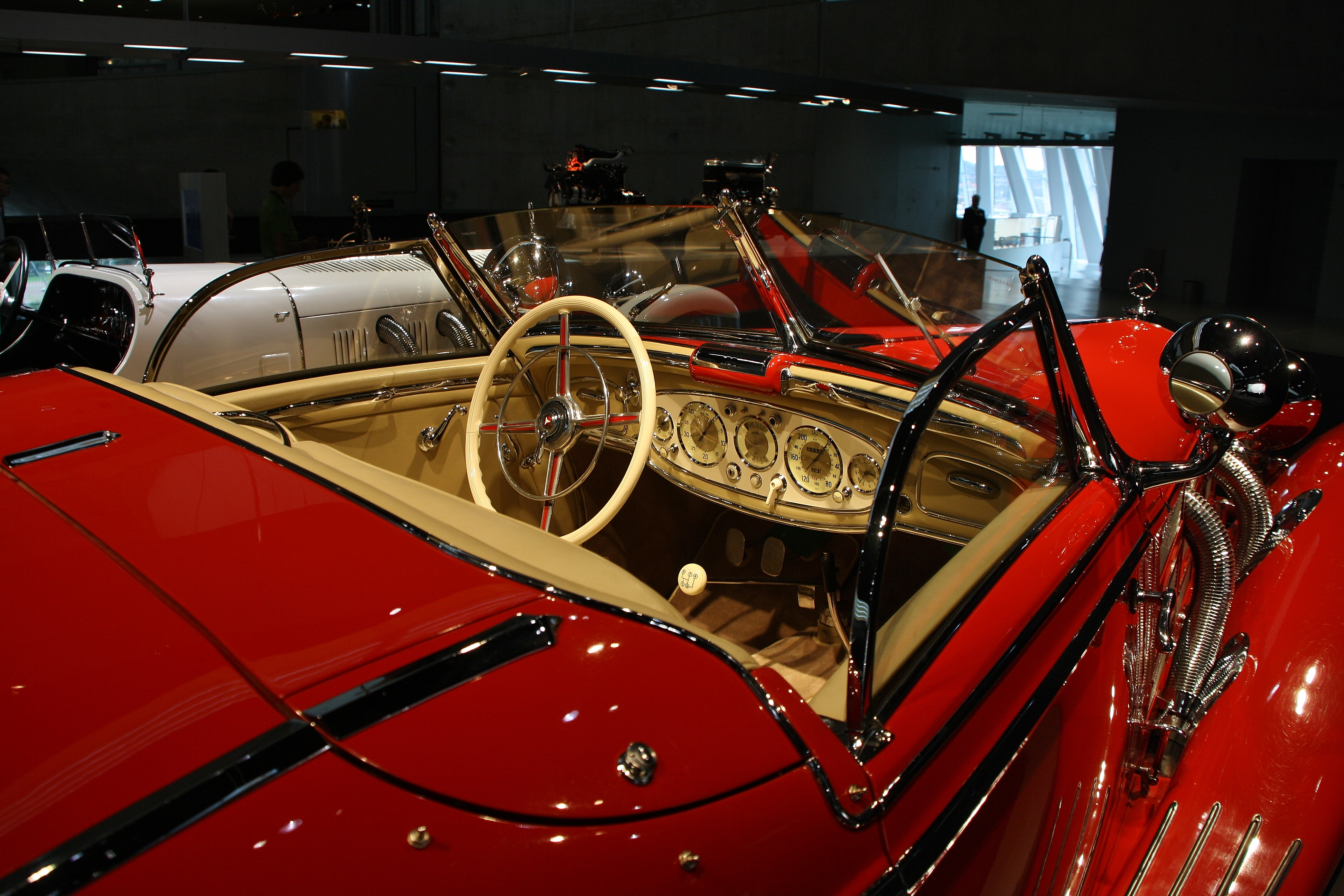
Панель приладів

Загалом було вироблено 342 екземпляри моделі 500К та 419 моделі 540К. На їхніх шасі виготовили наступні модифікації:
- 28 відкритих кузовів торпедо
- 23 4-дверних лімузини (500К)
- 29 2-дверних лімузини (540К)
- 12 купе
- 58 родстерів
- 116 кабріолетів А
- 296 кабріолетів В
- 122 кабріолетів С
- 6 автобан-крузерів
- 70 шасі без кузовів